# Flota de Beiyang
La Flota Beiyang ( flota Pei-yang; chino simplificado: 北洋舰队; chino tradicional: 北洋艦隊; pinyin: Beiyang Jiànduì; Wade-Giles: Pei  -yang Chien  -tui ; literalmente: "Flota del Océano Norte", como alternativa Flota del Mar del Norte) fue una de los cuatro flotas chinas modernizadas a finales de la dinastía Qing. De entre las cuatro, la Flota Beiyang fue particularmente patrocinada por Li Hongzhang, uno de los vasallos de mayor confianza de la emperatriz viuda Cixi y el patrón principal del "movimiento de auto-fortalecimiento" en el norte de China, en su calidad de virrey de Zhili y de Ministro Beiyang de Comercio (北洋通商大臣). Debido a la influencia de Li en la corte imperial, la Flota Beiyang obtuvo muchos más recursos que las otras flotas chinas y pronto se convirtió en la marina dominante en Asia antes del inicio de la primera guerra sino-japonesa en 1894-1895 - era la flota más grande de Asia y octava en el mundo durante la década de 1880, en términos de tonelaje.

## Creación

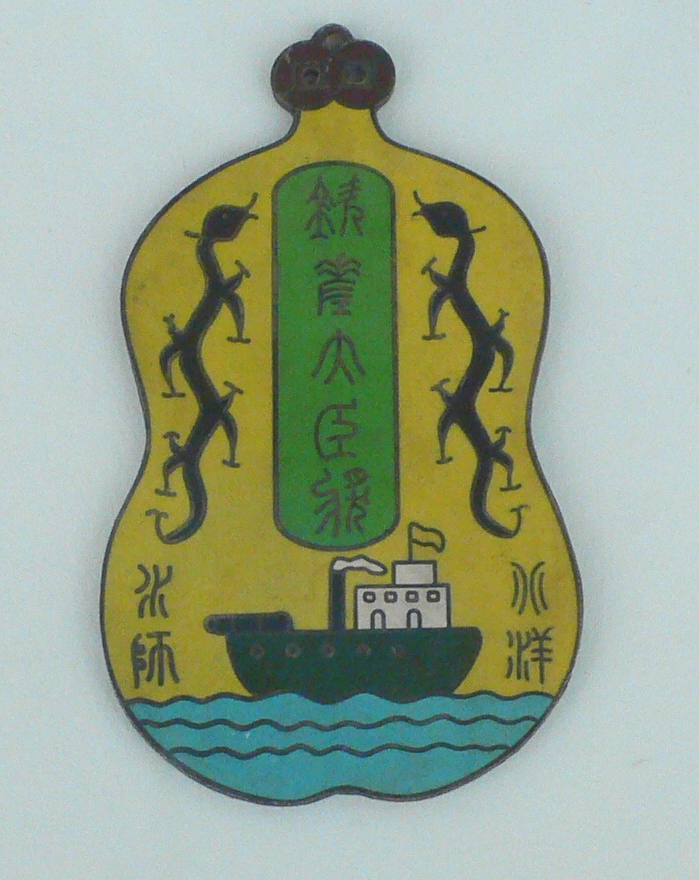
Una placa que conmemora el establecimiento de la Flota Beiyang

La creación de la Flota Beiyang se remonta a 1871, cuando cuatro barcos de las provincias del sur se desplazan al norte para patrullar las aguas del norte. La flota de Beiyang fue considerada inicialmente para ser la más débil de las cuatro fuerzas navales regionales chinas. Esto pronto cambió cuando Li Hongzhang asignó la mayoría de los fondos navales a la Flota Beiyang. En 1884, en vísperas de la Guerra Franco-China, la Flota Beiyang fue la segunda mayor marina regional, pero se estaba cerrando gradualmente la brecha con la Flota Nanyang, con sede en Shanghái. En 1890, era la mayor de las cuatro armadas regionales de China.
A diferencia de las otras flotas chinas, la Flota Beiyang consistía principalmente de acorazados importados de Alemania y Gran Bretaña. Cuando los buques insignia Dingyuan y Zhenyuan fueron adquiridos de Alemania, la superioridad de la fuerza de la Flota Beiyang se hizo evidente, ya que Alemania era la potencia mundial emergente, rivalizando con Gran Bretaña (que dominaba el mar) en la nueva construcción naval.
La armada china Qing en su apogeo consistió de 78 buques, con un tonelaje total de 83.900 toneladas. Sin embargo, la construcción de nuevos buques se detuvo casi completamente en 1888 debido a los altos gastos en otros campos de la dinastía Qing, y los supuestos gastos navales se utilizan para reparar y construir palacios por la emperatriz viuda Cixi, después de que ella perdió el interés en la construcción naval. Debido a la falta de recursos, la formación de la flota y el personal, se fue esencialmente a un punto muerto, lo que finalmente contribuyó a su derrota en la batalla del río Yalu contra Japón.

## Guerra sino-francesa
La Flota Beiyang tuvo buen cuidado de mantenerse fuera del alcance de almirante Amédée Courbet 's del Escuadrón de Extremo Oriente durante la Guerra Franco-China (agosto 1884-abril 1885). La flota de Beiyang debió recibir la entrega a principios de 1884 del Dingyuan, Jiyuan y Zhenyuan, tres buques de guerra modernos en construcción en los astilleros alemanes. En diciembre de 1883,cuando la guerra con China parecía cada vez más probable, los franceses persuadieron al gobierno alemán para retrasar la liberación de estos tres barcos. No llegaron a China hasta el otoño de 1885, después del final de la Guerra Franco-China.

A finales de junio de 1884, el almirante francés Sébastien Lespes, comandante de la división Naval de Extremo Oriente , se establece en Che-foo en el Golfo de Petchili con los buques de guerra franceses La Galissonnière, Triomphante, Volta y Lutin, mientras que la flota de Beiyang estaba anclada en el puerto de Che-foo. Aunque la guerra era claramente inminente, Francia y China siguieron estando técnicamente en paz, y Lespes tenía prohibido atacar a la Flota Beiyang en espera del resultado de los esfuerzos diplomáticos para resolver la crisis. El 3 de julio de 1884 el comandante de la Flota Beiyang, almirante Ding Ruchang (丁汝昌), retiró sus buques de Che-foo a Pei-ho, donde una fuerte barra a través del puerto los protegía de los barcos franceses. La flota se mantuvo en Pei-ho en la ociosidad casi completa en toda la guerra chino-francesa.

En febrero de 1885 la Flota Beiyang a regañadientes lanza dos de sus barcos, Chaoyong y Yangwei, a unirse a una salida lanzada por varias naves de la Flota Nanyang para romper el bloqueo francés de Formosa. Los dos barcos zarparon de Shanghái para unirse a los Barcos de la flota Nanyang, pero fueron retirados casi de inmediato por Li Hongzhang, que afirmaba que se necesitaban para disuadir a los japoneses en Corea. El resultado fue la pérdida de dos buques de guerra chinos de la Flota Nanyang en la Batalla de Shipu (14 de febrero de 1885). La actitud egoísta de Li  no fue ni olvidada ni perdonada, y en la Primera Guerra Sino-japonesa la Flota Nanyang hizo pocos intentos para ayudar a la Flota Beiyang.

## Composición en 1894

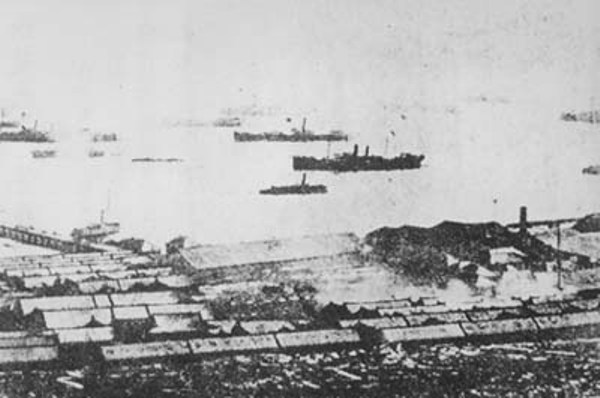
La Flota Beiyan fondeada en Weihaiwei.

En 1894, en vísperas de la guerra con Japón, la Flota Beiyang era, en teoría, la flota más poderosa en Asia. Fue sólo una de las cuatro flotas regionales de China, pero en números igualó toda la flota de Japón. El orgullo de la Flota Beiyang fueron los acorazados alemanes de acero Dingyuan 定遠 y Zhenyuan 鎮遠.
Entre 1881 y 1889 la Flota Beiyang adquirió un escuadrón de ocho cruceros protegidos o acorazados, la mayoría de los cuales fueron construidos en Gran Bretaña o Alemania. Los cruceros Chaoyong 超勇 y Yangwei 揚威, que se incorporaron a la flota en 1881 y fueron prudentemente mantenidos lejos de la escena de acción durante la guerra chino-francesa por Li Hongzhang, eran productos de los astilleros de Laird, Birkenhead. Tres cruceros fueron construidos por los alemanes , Jiyuan, Jingyuan (normalmente romanizado como Kingyuan o Rey Yuen 經遠 para distinguirlo de otro, de fabricación británica, crucero cuyo nombre fue pronunciado de forma idéntica) y Laiyuan 來遠, se completaron en 1887 en el astillero de Vulcan en Stettin. Otro par de cruceros protegidos, Chingyuan 靖遠y Zhiyuan 致遠, fueron construidos por Armstrong Whitworth en 1887 en su nuevo astillero de Elswick. Esta última pareja fue una clase vagamente conocida como "Elswick Cruisers", buques construidos para la exportación bajo un diseño similar en general. Estos cruceros eran rápidos (25 nudos) y fuertemente armados, pero no fueron adoptados por la Royal Navy porque el Almirantazgo les consideraba "débil en la estructura". Su punto de vista resultó ser correcto cuando los dos barcos chinos se perdieron en la guerra chino-japonesa, y los buques japoneses Yoshino y Takasago durante la guerra ruso-japonesa en 1904. Estos buques construidos en el extranjero se unieron en 1889 al crucero acorazado Pingyuan, un producto de la Foochow Navy Yard originalmente llamado Longwei (pulmón-wei, 龍威)
La Flota Beiyang también incluyó  seis cañoneras de acero construidas por los británicos pero sin armadura, entregadas en 1879. Estas cañoneras, de especificaciones idénticas, fueron nombrados respectivamente Zhenbei ("Guardia del norte"), Zhendong ("Guardia del este"), Zhennan (" Guardia del sur "), Zhenxi (" Guardia del oeste "), Zhenbian (" Guardia de la frontera ") y Zhenzhong (" Guardia del interior "). Las primeras cuatro naves fueron originalmente asignadas a la Flota Nanyang, pero Li Hongzhang quedó tan impresionado con la calidad que fueron trasferidas a la Flota Beiyang, compensando a la Flota Nanyang con cuatro cañoneras ancianas que habían servido con la Flota Beiyang desde 1876.
La Flota Beiyang también poseía una serie de pequeñas lanchas torpederas. Los números exactos son inciertos, ya que estas naves no estaban en la lista de forma sistemática, pero algunos detalles son conocidos. Cuatro torpederos de 16 toneladas fueron construidos en 1883 en el astillero Vulcan en Stettin para el uso de los acorazados de acero Dingyuan y Zhenyuan. Estas cuatro embarcaciones, conocidas respectivamente como Dingyuan N.º 1 y N.º 2 y Zhenyuan N.º 1 y N.º 2, se retrasaron en los puertos alemanes durante la guerra chino-francesa junto con sus naves nodrizas, y se unieron a la Flota Beiyang en octubre de 1885.

## Primera guerra sino-japonesa
Reivindicando  sus responsabilidades en los asuntos Choson (Corea), en 1894, la Armada Imperial Japonesa lanzó la primera guerra chino-japonesa contra China. Debido a la falta de fondos del gobierno y el avanzado programa naval japonés en curso, los recursos una vez superiores de la flota Beiyang se estaban convirtiendo en obsoletos. En el momento de la batalla del río Yalu (1894), la Flota Beiyang sufrió grandes pérdidas debido al ataque por sorpresa de los japoneses y la inferioridad de su equipo, y finalmente fue aniquilada en la batalla de Weihaiwei. Intentos menores para reconstruir la flota se hicieron después de la guerra, pero la Marina Beiyang nunca recuperó su antigua importancia.

## Barcos de la Flota Beiyang

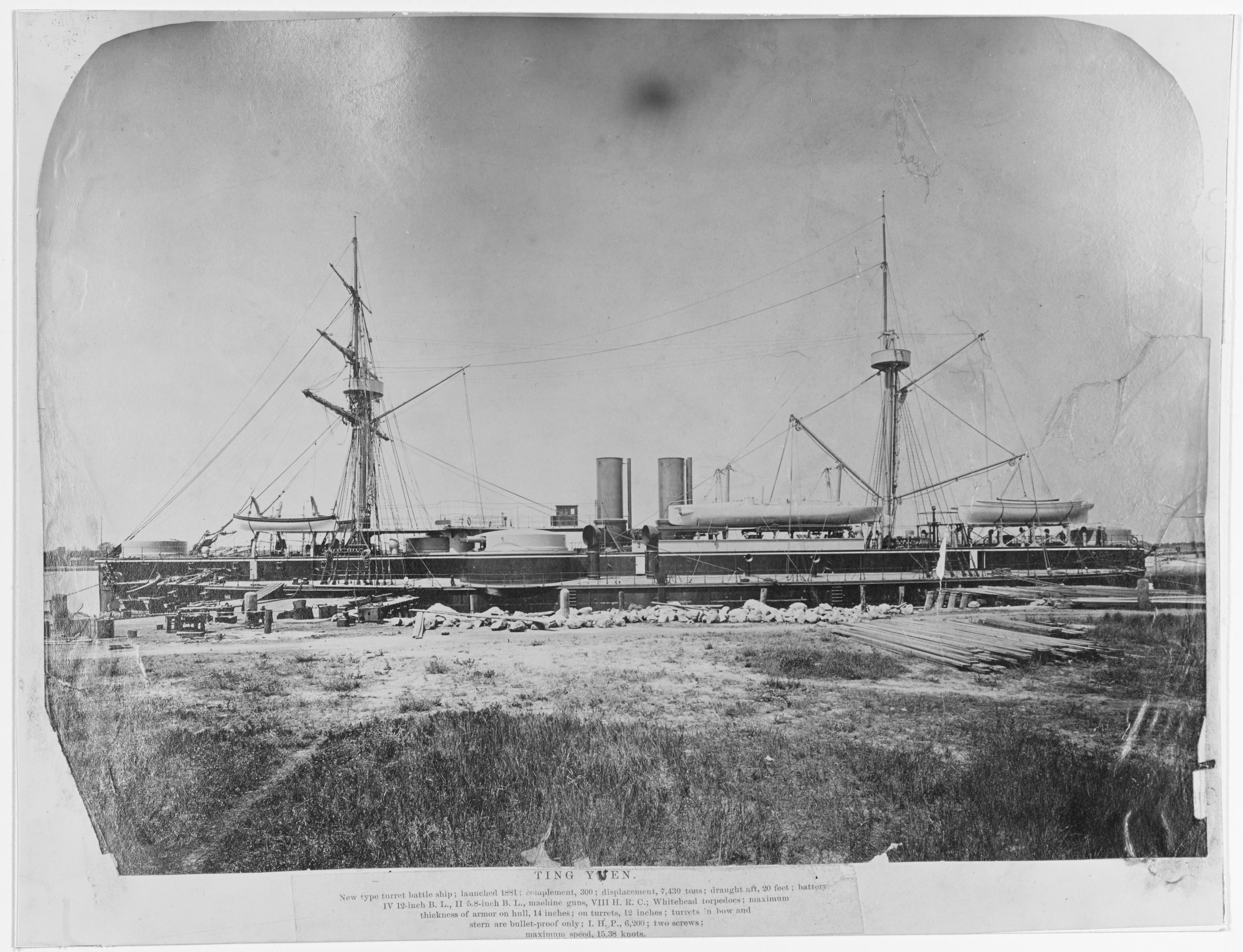
Dingyuan (定遠)
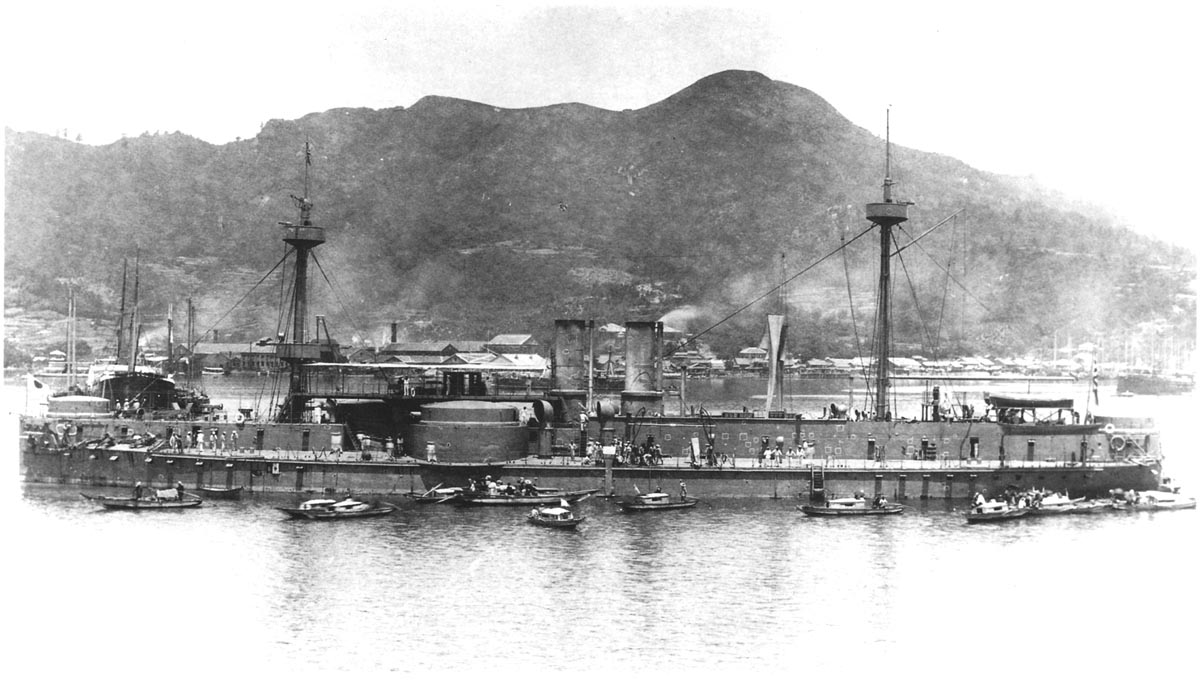
Zhenyuan (鎮遠)
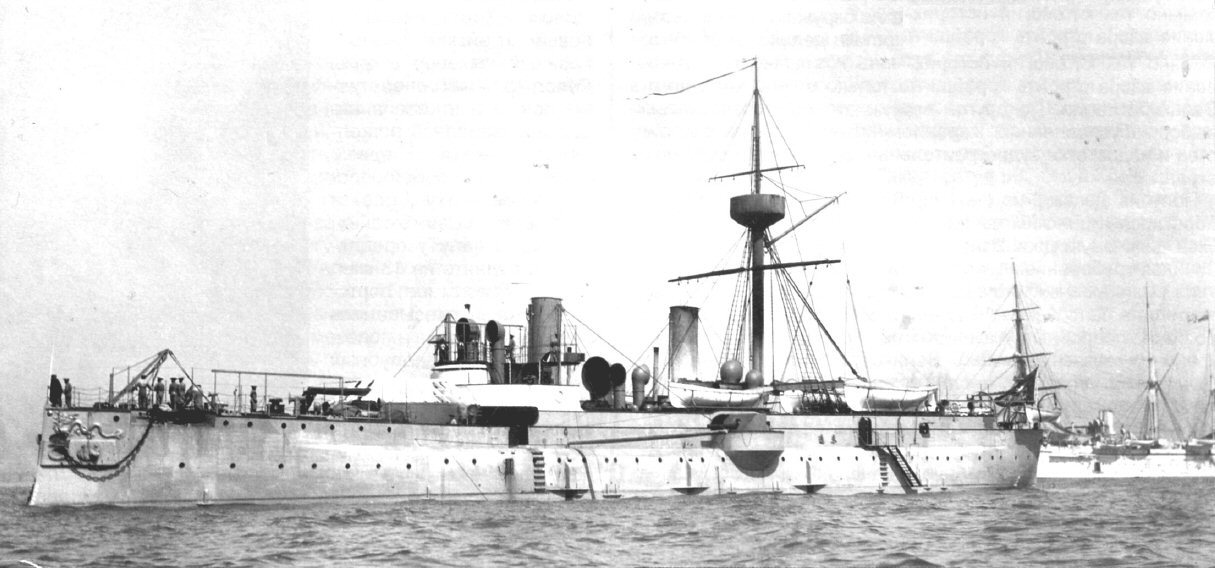
Jingyuan (經遠)
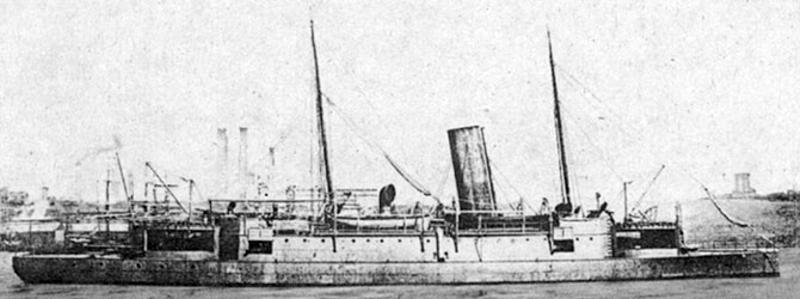
Chaoyong (超勇)